# Rakouská státní smlouva

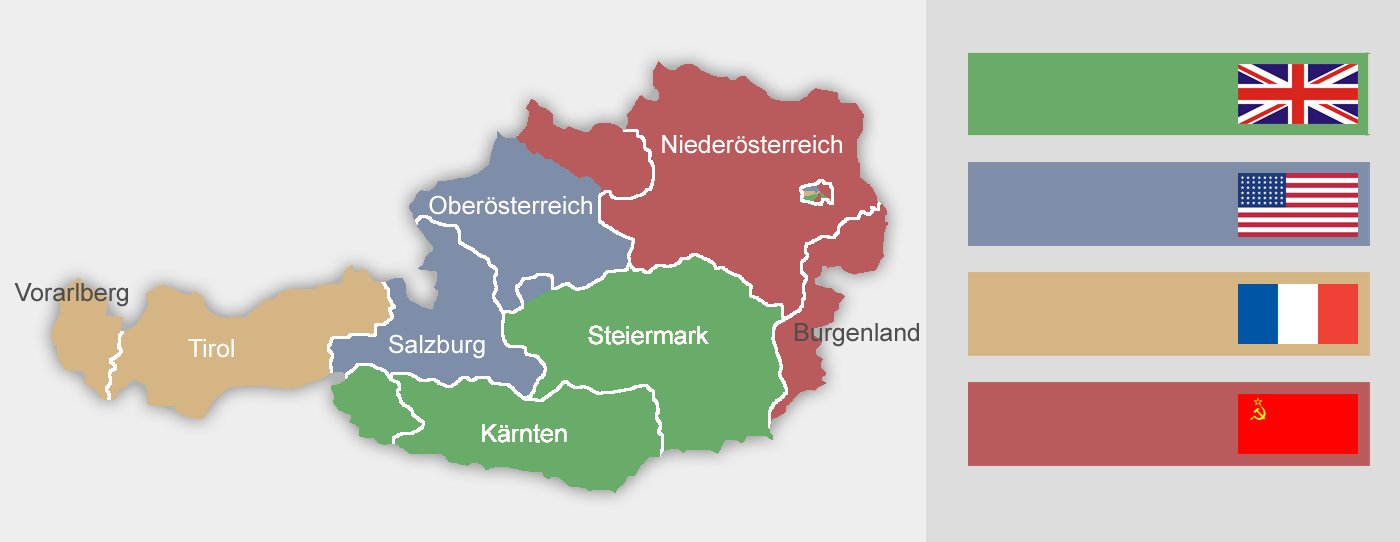
Rakouské okupační zóny, 1945–1955

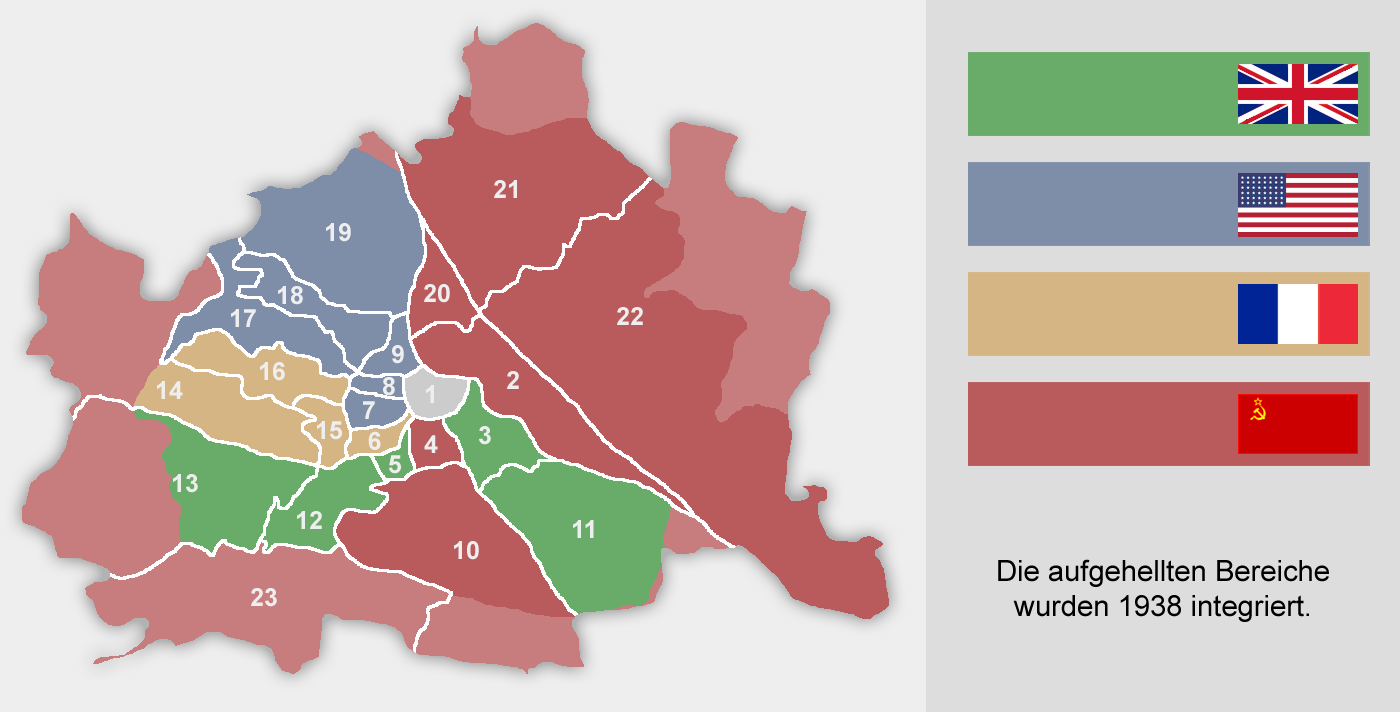
Okupační zóny Vídně, 1945–1955

Rakouská státní smlouva (německy Österreichischer Staatsvertrag, přesněji: Staatsvertrag betreffend die Wiederherstellung eines unabhängigen und demokratischen Österreich, gegeben zu Wien am 15. Mai 1955) je smlouva o ukončení poválečné okupace Rakouska a obnovení rakouské suverenity a demokracie v roce 1955.
Rakousko bylo okupováno spojeneckými armádami po skončení nacistické nadvlády v Rakousku v letech 1938–1945. Smlouva  byla podepsána 15. května 1955 ve vídeňském zámku Belvedere zástupci vítězných mocností – USA, SSSR, Francie a Velké Británie a rakouské vlády. V platnost vstoupila 27. července 1955.
Součástí dohod o obnovení rakouské suverenity bylo zachování neutrality, včetně toho, že se Rakousko nestane členem nově vzniklé Severoatlantické aliance (NATO). Závazek však nebyl přímo součástí této smlouvy.

## Obsah a struktura
Státní smlouva se skládá z Preambule a devíti částí:
1. Politická a teritoriální ustanovení
2. Vojenská ustanovení a ustanovení o vzdušném prostoru
3. Reparace
4. Stažení spojeneckých armád
5. Vlastnictví, právo a zájmy
6. Hospodářská vztahy
7. Urovnání pří
8. Hospodářská ustanovení
9. Závěrečná ustanovení